# ナシャ・ディミトロバ
ナシャ・ディミトロヴァ（Nasya Dimitrowa, 1992年11月6日 - ）は、ブルガリアの女子バレーボール選手。ブルガリア代表。

## 来歴

### クラブチーム
ヤンボル出身。2008年、Levski Sofiaへ入団。6年間在籍し、2008/09、2013/14シーズンの国内リーグとブルガリアカップで優勝を果たした。2014/15シーズンはアゼルバイジャンリーグのアゼルレイル・バクーでプレーした。2015/16シーズンは再びLevski Sofiaでプレーし国内リーグで準優勝した。2016/17シーズンはVC Maritzaへ移籍。在籍した3年間は国内リーグ、ブルガリアカップで連覇を果たした。2019/20シーズンはトルコリーグのPTT Sporでプレーした。2020/21シーズンはルーマニアのDinamo Bucureștiでプレーし、ルーマニアリーグで3位となった。2021/22シーズンはSC Prometeyへ移籍し、ウクライナリーグとウクライナカップで優勝した。また、欧州チャンピオンズリーグのベストブロッカー部門では1位となる活躍をみせた。2022/23シーズンはルーマニアのRapid Bucureștiでプレーする。2025年、SVリーグの群馬グリーンウイングスに入団。

### 代表チーム
2014年にブルガリア代表に初選出され、同年のワールドグランプリでデビューした。その後はレギュラーに定着し、2018年の世界選手権、2019年のネーションズリーグなどに出場した。2021年、ヨーロッパリーグで金メダルを獲得した。同年9月の欧州選手権ではベストスパイカー部門で1位となる活躍をみせた。2022年、世界選手権に出場した。

## 球歴
- 世界選手権 - 2014年、2018年、2022年
- ワールドグランプリ - 2014年、2015年、2016年
- ネーションズリーグ - 2019年、2022年
- 欧州選手権 - 2015年、2017年、2019年、2021年

## 受賞歴
- 2019年 - 2018/19ブルガリアリーグ ベストミドルブロッカー賞

## 所属クラブ
- Levski Volley（2008-2014年）
- アゼルレイル・バクー（2014-2015年）
- Levski Volley（2015-2016年）
- VK Maritsa（2016-2019年）
- PTT SK（2019-2020年）
- CS Dinamo București（2020-2021年）
- SC Prometey（2021-2022年）
- Rapid București（2022-2024年）
- クゼイボル（2024-2025年）
- 群馬グリーンウイングス（2025年-）